# Кругель Павлосівський
Кругель Павлосівський (пол. Kruhel Pawłosiowski) — колишнє приміське село у Польщі, тепер — частина міста Ярослав Підкарпатського воєводства.

## Історія
Після анексії в 1434 р. Галичини поляками лівобережне Надсяння півтисячоліття піддавалось інтенсивній латинізації та полонізації.
За переписом населення 1881 року в селі було 293 мешканці, з них 200 римо-католиків і 93 греко-католики. Греко-католики належали до парафії Ярослав Ярославського деканату Перемишльської єпархії.
У 1936 р. в селі було 250 греко-католиків. Село належало до ґміни Павлосюв Ярославського повіту Львівського воєводства. В 1945-1946 українців виселяли в СРСР. Решту українців у 1947 р. депортовано на понімецькі землі.
Після Другої світової війни село включене до складу міста Ярослав.